# Amazon CloudFront
Amazon CloudFront es una red de entrega de contenido (CDN) operada por Amazon Web Services. Las redes de entrega de contenido brindan una red distribuida globalmente de servidores proxy que almacenan contenido en caché, como videos web u otros medios voluminosos, más localmente para los consumidores, mejorando así la velocidad de acceso para descargar el contenido.
CloudFront tiene servidores ubicados en Europa (Reino Unido, Irlanda, Países Bajos, Alemania, España), Asia (Hong Kong, Singapur, Japón, Taiwán e India), Australia, América del Sur, África y varias ciudades importantes de los Estados Unidos. En julio de 2020, el servicio operaba desde 205 ubicaciones de borde en seis continentes.
CloudFront opera sobre una base de pago por uso.
CloudFront compite con CDN más grandes, como Akamai y Limelight Networks. Tras el lanzamiento, Larry Dignan de ZDNet News declaró que CloudFront podría provocar reducciones de precios y márgenes para las CDN de la competencia.

## Casos de uso
- Aceleración del sitio web
- Vídeo transmitido en vivo
- Descarga de contenido
- Contenido estático o dinámico

## Registros
CloudFront permite a los usuarios habilitar o deshabilitar el registro. Si está habilitado, los registros se almacenan en cubos (buckets) de Amazon S3 que luego se pueden analizar. Estos registros contienen información útil como:
- Fecha y hora
- ubicación de borde
- Protocolo utilizado, etc.

Estos registros se pueden analizar con herramientas de terceros, como S3Stat, Cloudlytics, Qloudstat o AWStats .[cita requerida]